# Mahmut Özay
Pour les articles homonymes, voir Ozay.
 (février 2024).
La mise en forme du texte ne suit pas les recommandations de Wikipédia : il faut le « wikifier ».
Les points d'amélioration suivants sont les cas les plus fréquents. Le détail des points à revoir est peut-être précisé sur la page de discussion.
- Les titres sont pré-formatés par le logiciel. Ils ne sont ni en capitales, ni en gras.
- Le texte ne doit pas être écrit en capitales (les noms de famille non plus), ni en gras, ni en italique, ni en « petit »…
- Le gras n'est utilisé que pour surligner le titre de l'article dans l'introduction, une seule fois.
- L'italique est rarement utilisé : mots en langue étrangère, titres d'œuvres, noms de bateaux, etc.
- Les citations ne sont pas en italique mais en corps de texte normal. Elles sont entourées par des guillemets français : « et ».
- Les listes à puces sont à éviter, des paragraphes rédigés étant largement préférés. Les tableaux sont à réserver à la présentation de données structurées (résultats, etc.).
- Les appels de note de bas de page (petits chiffres en exposant, introduits par l'outil «  Source ») sont à placer entre la fin de phrase et le point final[comme ça].
- Les liens internes (vers d'autres articles de Wikipédia) sont à choisir avec parcimonie. Créez des liens vers des articles approfondissant le sujet. Les termes génériques sans rapport avec le sujet sont à éviter, ainsi que les répétitions de liens vers un même terme.
- Les liens externes sont à placer uniquement dans une section « Liens externes », à la fin de l'article. Ces liens sont à choisir avec parcimonie suivant les règles définies. Si un lien sert de source à l'article, son insertion dans le texte est à faire par les notes de bas de page.
- La présentation des références doit suivre les conventions bibliographiques. Il est recommandé d'utiliser les modèles {{Ouvrage}}, {{Chapitre}}, {{Article}}, {{Lien web}} et/ou {{Bibliographie}}. Le mode d'édition visuel peut mettre en forme automatiquement les références.
- Insérer une infobox (cadre d'informations à droite) n'est pas obligatoire pour parachever la mise en page.

Pour une aide détaillée, merci de consulter Aide:Wikification.
Si vous pensez que ces points ont été résolus, vous pouvez retirer ce bandeau et améliorer la mise en forme d'un autre article.
Mahmut Özer est un nouvelliste turc .

## Biographie
Il est né en 1908 (selon certaines sources, 1909) dans le village de Kayılar (Ptolemaïda), Vilayet de Monastir .
Sa famille a dû quitter les terres où elle vivait à cause des guerres balkaniques et a émigré vers le district de Nazilli à Aydın.
Il est diplômé de l'école de formation des enseignants d'Izmir Karataş en 1928 et devient enseignant. Il a travaillé comme enseignant dans de nombreuses villes de Turquie telles qu'Aydın, Kayseri, Malatya, Mersin et Aksaray. Travailler dans de nombreuses régions du pays tout au long de sa carrière lui a permis de connaître de près la Turquie, le peuple turc et ses problèmes. Ce témoignage est l’un des éléments les plus importants qui nourrissent son écriture. Les sujets principaux de ses histoires étaient les problèmes des habitants d'Anatolie.
Mahmut Özay a publié ses premiers articles dans les magazines Varlık et Hisar. Il a également écrit des articles dans les journaux locaux et les magazines des villes où il vivait. En 1965, il remporte Prix de la nouvelle Sait Faik avec Kamuran Şipal ,,,.

## Livres
- Yıldırım Han Zevcesi Tireli Hafsa Hatun (1946)
- Mübarek Serviler (1950)
- Hikâyeler (1964)
- İhtiyar Elma Ağacı (1966)
- Yorgo (1966)
- Babam Babam (1970)
- Deli Manda (1974).